# Graskruid (stacja metra)
Graskruid – stacja metra w Rotterdamie, położona na linii A (zielonej) i B (żółtej). Została otwarta 28 maja 1983. Stacja znajduje się w dzielnicy Ommoord.